# 1. asociační liga 1929-1930
La 1. asociační liga 1929-1930 vide la vittoria finale dello Slavia Praga.
Capocannoniere del torneo fu František Kloz del SK Kladno con 15 reti.

## Classifica finale
|   | Classifica      | G  | V  | N | P  | GF | GS | Pti |
| - | --------------- | -- | -- | - | -- | -- | -- | --- |
| 1 | Slavia Praga    | 14 | 14 | 0 | 0  | 64 | 13 | 28  |
| 2 | Sparta          | 14 | 9  | 0 | 5  | 46 | 25 | 18  |
| 3 | Viktoria Žižkov | 14 | 8  | 0 | 6  | 37 | 36 | 16  |
| 4 | Bohemians       | 14 | 7  | 1 | 6  | 47 | 33 | 15  |
| 5 | Teplitzer       | 14 | 7  | 0 | 7  | 46 | 37 | 14  |
| 6 | Kladno          | 14 | 5  | 1 | 8  | 32 | 40 | 11  |
| 7 | ČAFC Vinohrady  | 14 | 3  | 0 | 11 | 18 | 65 | 6   |
| 8 | Čechie Karlín   | 14 | 2  | 0 | 12 | 21 | 50 | 4   |

## Verdetti
- Slavia Praga Campione di Cecoslovacchia 1929-1930.
- Slavia Praga e Sparta ammesse alla Coppa dell'Europa Centrale 1930.
- ČAFC Vinohrady e Čechie Karlín Retrocessi.

## Statistiche

### Classifica Marcatori
| Gol |  |  | Giocatore         | Squadra          |
| --- |  |  | ----------------- | ---------------- |
| 15  |  |  | František Kloz    | Kladno           |
| 14  |  |  | Antonín Puč       | Slavia Praga     |
| 13  |  |  | František Junek   | Slavia Praga     |
| 13  |  |  | František Svoboda | Slavia Praga     |
| 12  |  |  | Karel Hromádka    | Sparta           |
| 12  |  |  | Jan Smolka        | Sparta Bohemians |
| 11  |  |  | Josef Šíma        | Teplitzer        |
| 11  |  |  | Bohumil Joska     | Slavia Praga     |
| 11  |  |  | Otto Haftl        | Sparta           |
| 11  |  |  | Josef Košťálek    | Sparta           |